# Apertium
Apertium er en software-platform til regelbaseret maskinoversættelse af sprog. Det er fri software og udgivet under licensen GNU General Public License.
Apertium er et maskinoversættelsessystem med "snæver overførsel" (uden semantik), som bruger finite-state transducere  til alle leksikalske transformationer og skjulte Markov modeller til ordklassetagging og behandling af ordklasse-flertydighed. For nogle sprogpar (f.eks. bretonsk-fransk) benyttes desuden  tagging ifølge restriktionsgrammatik (Constraint Grammar).

## Historie
Apertium opstod som en af maskinoversættelses-løsningerne i projektet OpenTrad, som var finansieret af den spanske regering. Det var oprindeligt skabt til at oversætte mellem tæt forbundne sprog, men er senere blevet udvidet til også at kunne behandle mere fjerntstående sprogpar. For at udvide med maskinoversættelse af et nyt sprogpar er det blot nødvendigt at udvikle de lingvistiske oplysninger (ordbøger, regler) i et veldefineret XML-format.
De sprogdata, som er udviklet for Apertium (i samarbejde med Universidade de Vigo, Universitat Politècnica de Catalunya og Universitat Pompeu Fabra) understøtter nu (i stabile versioner) sprogene asturiansk, baskisk, bretonsk, bulgarsk, catalansk, dansk, engelsk, esperanto, fransk, galicisk, islandsk, makedonsk, norsk (bokmål og nynorsk), occitansk, portugisisk, rumænsk, spansk, svensk og walisisk. Den fulde liste fremgår af nedenstående tabel. 
Adskillige firmaer er ligeledes invelveret i udviklingen af Apertium, herunder Prompsit Language Engineering, Imaxin Software og Eleka Ingeniaritza Linguistikoa.
Projekt har deltaget i Google Summer of Code i 2009 and 2010 og i Google Code-in 2010.

## Sprogpar
Liste over de nuværende stabile sprogpar. (Hold musen over sprogkoderne for at se de sprog, de repræsenterer).
|                 | ast    | eu     | br     | bg     | ca     | da     | en     | eo     | fr     | gl     | is     | mk     | nb     | nn     | oc     | pt     | ro     | es     | sv     | cy     |
| --------------- | ------ | ------ | ------ | ------ | ------ | ------ | ------ | ------ | ------ | ------ | ------ | ------ | ------ | ------ | ------ | ------ | ------ | ------ | ------ | ------ |
| Asturiansk      | —      | Nej    | Nej    | Nej    | Nej    | Nej    | Nej    | Nej    | Nej    | Nej    | Nej    | Nej    | Nej    | Nej    | Nej    | Nej    | Nej    | Ja (⇄) | Nej    | Nej    |
| Baskisk         | Nej    | —      | Nej    | Nej    | Nej    | Nej    | Nej    | Nej    | Nej    | Nej    | Nej    | Nej    | Nej    | Nej    | Nej    | Nej    | Nej    | Ja (→) | Nej    | Nej    |
| Bretonsk        | Nej    | Nej    | —      | Nej    | Nej    | Nej    | Nej    | Nej    | Ja (→) | Nej    | Nej    | Nej    | Nej    | Nej    | Nej    | Nej    | Nej    | Nej    | Nej    | Nej    |
| Bulgarsk        | Nej    | Nej    | Nej    | —      | Nej    | Nej    | Nej    | Nej    | Nej    | Nej    | Nej    | Ja (⇄) | Nej    | Nej    | Nej    | Nej    | Nej    | Nej    | Nej    | Nej    |
| Catalansk       | Nej    | Nej    | Nej    | Nej    | —      | Nej    | Ja (⇄) | Ja (←) | Ja (⇄) | Nej    | Nej    | Nej    | Nej    | Nej    | Ja (⇄) | Ja (⇄) | Nej    | Ja (⇄) | Nej    | Nej    |
| Dansk           | Nej    | Nej    | Nej    | Nej    | Nej    | —      | Nej    | Nej    | Nej    | Nej    | Nej    | Nej    | Nej    | Nej    | Nej    | Nej    | Nej    | Nej    | Ja (←) | Nej    |
| Engelsk         | Nej    | Nej    | Nej    | Nej    | Ja (⇄) | Nej    | —      | Ja (⇄) | Nej    | Ja (⇄) | Ja (←) | Ja (←) | Nej    | Nej    | Nej    | Nej    | Nej    | Ja (⇄) | Nej    | Ja (←) |
| Esperanto       | Nej    | Nej    | Nej    | Nej    | Ja (←) | Nej    | Ja (⇄) | —      | Nej    | Nej    | Nej    | Nej    | Nej    | Nej    | Nej    | Nej    | Nej    | Ja (←) | Nej    | Nej    |
| Fransk          | Nej    | Nej    | Ja (←) | Nej    | Ja (⇄) | Nej    | Nej    | Nej    | —      | Nej    | Nej    | Nej    | Nej    | Nej    | Nej    | Nej    | Nej    | Ja (⇄) | Nej    | Nej    |
| Galician        | Nej    | Nej    | Nej    | Nej    | Nej    | Nej    | Ja (⇄) | Nej    | Nej    | —      | Nej    | Nej    | Nej    | Nej    | Nej    | Ja (⇄) | Nej    | Ja (⇄) | Nej    | Nej    |
| Islandsk        | Nej    | Nej    | Nej    | Nej    | Nej    | Nej    | Ja (→) | Nej    | Nej    | Nej    | —      | Nej    | Nej    | Nej    | Nej    | Nej    | Nej    | Nej    | Nej    | Nej    |
| Makedonsk       | Nej    | Nej    | Nej    | Ja (⇄) | Nej    | Nej    | Ja (→) | Nej    | Nej    | Nej    | Nej    | —      | Nej    | Nej    | Nej    | Nej    | Nej    | Nej    | Nej    | Nej    |
| Norsk (Bokmål)  | Nej    | Nej    | Nej    | Nej    | Nej    | Nej    | Nej    | Nej    | Nej    | Nej    | Nej    | Nej    | —      | Ja (⇄) | Nej    | Nej    | Nej    | Nej    | Nej    | Nej    |
| Norsk (Nynorsk) | Nej    | Nej    | Nej    | Nej    | Nej    | Nej    | Nej    | Nej    | Nej    | Nej    | Nej    | Nej    | Ja (⇄) | —      | Nej    | Nej    | Nej    | Nej    | Nej    | Nej    |
| Occitansk       | Nej    | Nej    | Nej    | Nej    | Ja (⇄) | Nej    | Nej    | Nej    | Nej    | Nej    | Nej    | Nej    | Nej    | Nej    | —      | Nej    | Nej    | Ja (⇄) | Nej    | Nej    |
| Portugisisk     | Nej    | Nej    | Nej    | Nej    | Ja (⇄) | Nej    | Nej    | Nej    | Nej    | Ja (⇄) | Nej    | Nej    | Nej    | Nej    | Nej    | —      | Nej    | Ja (⇄) | Nej    | Nej    |
| Rumænsk         | Nej    | Nej    | Nej    | Nej    | Nej    | Nej    | Nej    | Nej    | Nej    | Nej    | Nej    | Nej    | Nej    | Nej    | Nej    | Nej    | —      | Ja (←) | Nej    | Nej    |
| Spansk          | Ja (⇄) | Ja (←) | Nej    | Nej    | Ja (⇄) | Nej    | Ja (⇄) | Ja (⇄) | Ja (⇄) | Nej    | Nej    | Nej    | Nej    | Nej    | Ja (⇄) | Ja (⇄) | Ja (←) | —      | Nej    | Nej    |
| Svensk          | Nej    | Nej    | Nej    | Nej    | Nej    | Ja (→) | Nej    | Nej    | Nej    | Nej    | Nej    | Nej    | Nej    | Nej    | Nej    | Nej    | Nej    | Nej    | —      | Nej    |
| Walisisk        | Nej    | Nej    | Nej    | Nej    | Nej    | Nej    | Ja (→) | Nej    | Nej    | Nej    | Nej    | Nej    | Nej    | Nej    | Nej    | Nej    | Nej    | Nej    | Nej    | —      |

Note:
- ⇄ betyder, at der findes ordbøger fra og til begge sprogversioner